# La storia di Kieu
La storia di Kieu (Truyện Kiều in vietnamita) è il poema più importante della letteratura vietnamita, scritto da Nguyễn Du (1765-1820). 
Pubblicato nel 1815, il titolo originale dell'opera è Ðoạn Trường Tân Thanh, sebbene sia anche conosciuto come Kim Văn Kiều. La storia è basata su un romanzo cinese del diciassettesimo secolo (era della dinastia Ming), che l'autore incontrò nel 1813 quando viaggiò in Cina. Il poema fu creato all'inizio del XIX secolo.
La storia mostra il caos politico e sociale del Vietnam del XVIII secolo, causato da dispute dinastiche. Il tema principale della storia è la pietà filiale, un elemento del confucianesimo.

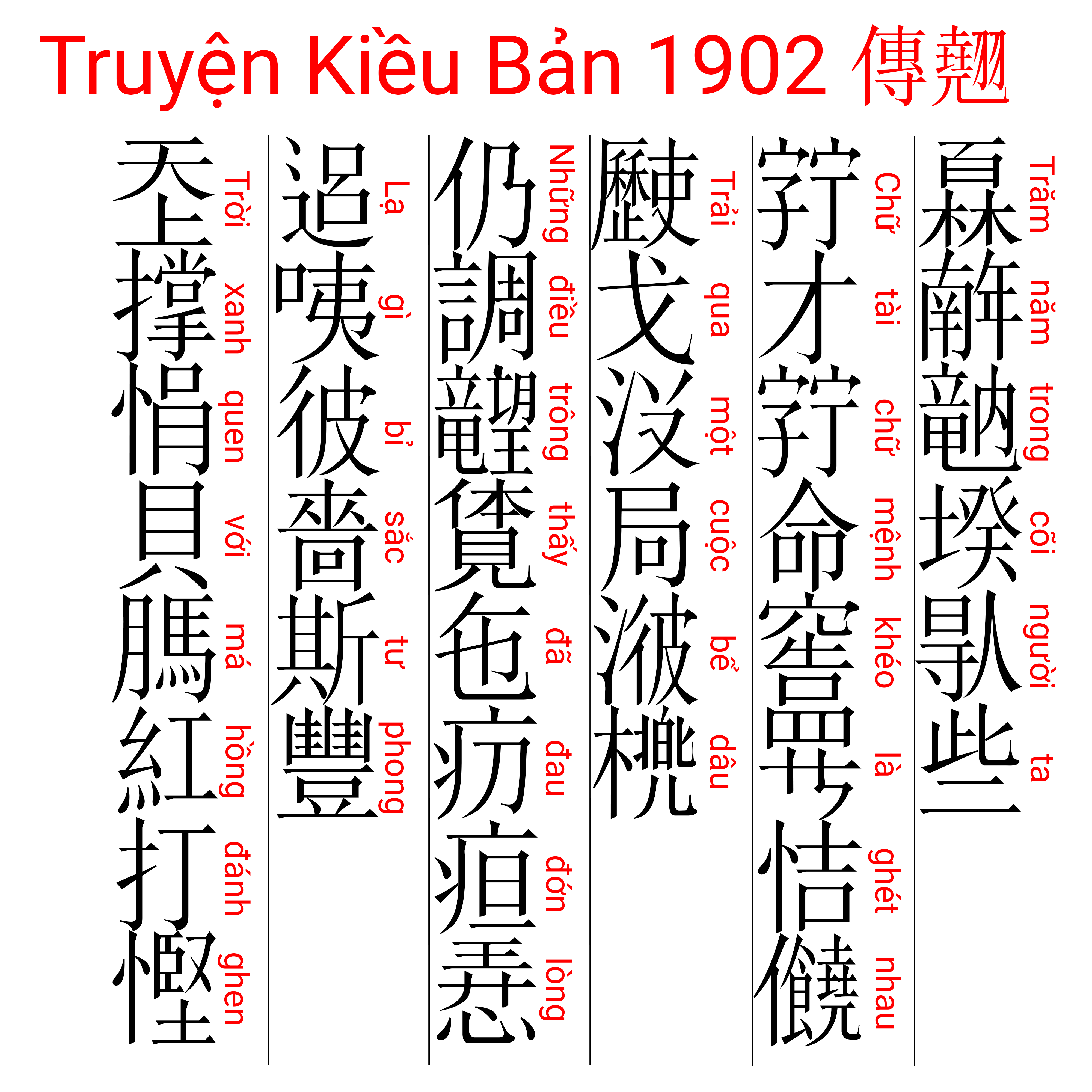

## Argomento
Il sogno della Sig.ra Vuong di avere prole si realizza dando alla luce due bellissime figlie, Thuy Kieu e Thuy Van, e più tardi un figlio, Vuong Quan. Thuy Kieu riceve ostilità per quindici anni e salva la sfortunata famiglia Vuong a scapito della sua felicità. Alla fine incontra il suo fidanzato, il re Trong. Questo incontro diventa una disgrazia, inducendo Kiều a decidere di dedicarsi ai doveri filiale verso la sua famiglia.

## Analisi dell'opera
Il poema è scritto in metrica Lục-bát, che alterna versi di sei ed otto sillabe, per un totale di 3254 versi. Il luc-bát è uno stile derivato da ballate folcloristiche. Questa regolarità gli ha permesso di passare alla memoria popolare. Per questo motivo, l'opera unisce la caratteristica dell'oralità e della forma scritta, un risultato raggiunto in opere come la Divina Commedia e Don Chisciotte della Mancia.
Nell'opera si trovano molti riferimenti e rimandi alla poesia tradizionale di ispirazione confuciana, buddista e taoista.